# Periplasma
Il periplasma è, nei batteri gram negativi, lo spazio compreso fra la membrana cellulare e la membrana esterna.
In quest'area avvengono molte reazioni enzimatiche: vi avvengono numerose fasi della sintesi della parete cellulare e sono presenti chemiorecettori e le proteine di legame prodotte dai batteri gram-negativi. Questo spazio è più spesso nei gram-negativi e più sottile nei gram-positivi.

Rivestimento di un batterio Gram-negativo. Si possono notare, dall'esterno all'interno, la parete cellulare, il periplasma, la membrana cellulare e il citoplasma.